# Richard Dixon (chimiste)
Pour les articles homonymes, voir Richard Dixon.
Richard Newland Dixon (25 décembre 1930 - 25 mai 2021) FRS est un chimiste britannique connu pour ses travaux dans le domaine des propriétés thermiques ou optiques de la matière.

## Biographie
Il est né à Borough Green, Kent, fils de Robert T et Lilian Dixon. Il fait ses études à la Judd School, au King's College de Londres (BSc, 1951) et au St Catharine's College, Cambridge (PhD, 1955) . Il épouse Alison Birks en 1954 .
À partir de 1969, sa carrière se déroule à l'Université de Bristol, en commençant par la chaire de chimie théorique. Il est élu membre de la Royal Society en 1986  et reçoit la médaille Rumford en 2004 .